# Хисар (Радовиш)
Хисар, още Исар, или Радовишката крепост (на македонска литературна норма: Хисар, Исар) е средновековна крепост над град Радовиш, Северна Македония.

## Местоположение
Хисарът е продълговат хълм в северозападните покрайнини на Радовиш, на северния ръб на Радовишкото поле. Той е леко закътан в подножието на Плачковица. Доминира над долината на Радовишката река, по която стар планински път води до билото на Плачковица и нататък за Малешево, и има добра видимост над Полето, както и над стария път Щип – Струмица.

## История
Крепостта е средновековна. В грамотата на Василий II Българоубиец от 1019 година под управлението на струмишкия епископ е посочена и енорията Радовище. Издигнат като областен център, Радовиш запазва същата роля през цялото османско време.
През османско време от крепостта е ваден камък за строеж на къщи и обществени сгради в Радовиш, така че днес са останали минимални следи. Дебелината на зидовете на крепостта е 2,5 m.
В подножието, в западния край на долината на Радовишката река, се намират късносредновековни гробища и до тях църква, построена върху по-стари основи. Това са останките от средновековното селище, предградието на град Радовище.